# Cesare Colombo (tennista)
Cesare Colombo (La Spezia, 1889 – 1945) è stato un tennista italiano.

## Biografia
Nato nel 1889 a La Spezia, in carriera vinse 9 titoli ai campionati italiani assoluti: 2 nel singolare, 4 nel doppio (2 con Suzzi e 2 con Balbi di Robecco) e 3 nel doppio misto, tutti con Perelli.
A 31 anni partecipò ai Giochi olimpici di Anversa 1920, in tre gare: il singolare, dove uscì al 3º turno, eliminato dal britannico Gordon Lowe, vittorioso per 6-0 2-6 7-5, dopo che nel turno precedente aveva battuto il norvegese Jack Nielsen, il doppio con Giovanni Balbi di Robecco, nel quale i due furono sconfitti ai quarti di finale dalla coppia britannica Turnbull-Woosnam, poi oro, per 6-2 6-8 6-1 6-3, dopo aver eliminato nel turno precedente gli svizzeri Simon-Syz, e il doppio misto con Rosetta Gagliardi, nel quale furono eliminati al 2º turno dalla coppia belga Halot-Storms per 8-6 6-3.
2 anni dopo prese parte al Torneo di Wimbledon, nel quale uscì al 1º turno del singolare contro il britannico Randolph Lycett, poi finalista perdente, che lo sconfisse per 6-4 5-7 6-4 6-4. Non partecipò invece alla gara di doppio nella quale avrebbe dovuto gareggiare insieme a Giovanni Balbi di Robecco. Non prese parte alle Olimpiadi di Parigi 1924, nonostante fosse in tabellone per singolare e doppio con Riccardo Sabbadini. Nel 1926 partecipò agli Internazionali di Francia, venendo sconfitto al 2º turno dallo spagnolo José-Maria Tejada per 6-2 6-1 2-6 6-3.
Tra 1922 e 1925, inoltre, prese parte a 4 edizioni dell'International Lawn Tennis Challenge, l'attuale Coppa Davis, perdendo tutte le 11 gare disputate e fermandosi 4 volte ai quarti di finale, nel 1922 con la Gran Bretagna, nel 1923 con i Paesi Bassi, nel 1924 con la Danimarca e nel 1925 con la Francia.

## Palmarès

### Campionati italiani assoluti
- 1913: doppio con Alberto Suzzi
- 1919: singolare, doppio con Alberto Suzzi, doppio misto con Giulia Perelli
- 1920: doppio misto con Giulia Perelli
- 1921: doppio con Giovanni Balbi di Robecco
- 1922: singolare, doppio con Giovanni Balbi di Robecco
- 1925: doppio misto con Giulia Perelli